# I Love You's
I Love You's è un singolo della cantante statunitense Hailee Steinfeld, pubblicato il 26 marzo 2020 come secondo estratto dal secondo EP Half Written Story.

## Pubblicazione
Titolo e cover della canzone sono stati annunciati dalla cantante il 24 marzo 2020 tramite i suoi social network.

## Descrizione
Il brano riprende l'hook e il ritornello della canzone No More "I Love You's" di Annie Lennox del 1995, cover del brano omonimo dei The Lover Speaks del 1986.

## Promozione
Steinfeld ha eseguito I Love You's per la prima volta, in modo virtuale, il 1º maggio 2020 al Tonight Show di Jimmy Fallon.

## Video musicale
Il video musicale, girato in bianco e nero, è stato pubblicato tramite YouTube il 31 marzo 2020 ed è stato diretto dall'interprete stessa assieme a Sarah McColgan.

## Tracce
Testi e musiche di David Freeman, David Stewart, Joseph Hughes, Jessica Agombar e Sarah Griffiths.
1. I Love You's – 3:36

## Formazione
- Hailee Steinfeld – voce
- David Stewart – produzione, programmazione
- John Hanes – ingegneria del suono
- Randy Merrill – mastering
- Șerban Ghenea – missaggio

## Classifiche
| Classifica (2020) | Posizione massima |
| ----------------- | ----------------- |
| Croazia           | 86                |